# The Squaw Man
The Squaw Man er en amerikansk stumfilm fra 1914 af Oscar Apfel og Cecil B. DeMille.
Filmen er baseret på et skuespil af samme navn skrevet af David Belasco.
Det var den første film, der blev produceret af Jesse L. Lasky Feature Play Company, det første større filmproduktionsselskab i Hollywood. DeMille, der var medejer af produktionsselskabet, havde sin instruktørdebut med filmen, der er en af de første Hollywood-produktioner i spillefilmslængde.
Filmen blev genindspillet i 1918 under den samme titel, og vist i Danmark under titlen Indianerpigens hvide Mand.

## Medvirkende
- Dustin Farnum som James Wynnegate.
- Monroe Salisbury som Sir Henry.
- Winifred Kingston som Lady Diana.
- Mrs. A.W. Filson som Elizabeth Kerhill.
- Haidee Fuller som Lady Mabel Wynnegate.

## Handling
James Wynnegate må efter en underslæbsskandale drage til Wyoming. Hans fætter Henry er den skyldige, men af kærlighed til Henrys hustru, Lady Diana tager Wynnegate skylden på sig. I Wyoming redder Wynnegate en und indiansk kvinde, Naturich, fra skurken Cash Hawkins' tilnærmelser. Wynnegate og Naturich bliver gift og dræber derefter Hawkins. Lady Diana kommer til Wyoming for at fortælle Wynnegate, at Henry under en jagttur er blevet dræbt og at han inden han åndede ud tilstod underslæbet. Naturich føler, at hun er i vejen for sin mand, begår selvmord. Wynnegate er nu jarlen af Kerhill og vender tilbage til England med Lady Diana og sin halvt indianske søn.